# Andreas Wittenberg
Andreas F. Wittenberg (* 12. Oktober 1938 in München; † 14. August 2024 in Bamberg) war ein Brigadegeneral außer Dienst des Heeres der Bundeswehr und zuletzt Kommandeur Heeresschulen sowie stellvertretender Amtschef des Heeresamts in Köln.

## Leben

### Ausbildung und erste Verwendungen
Wittenberg trat 1957 beim Pionierbataillon 4 in der Luitpold-Kaserne in Dillingen an der Donau in die Bundeswehr ein. 1959 wurde er im Pionierlehrregiment in der Funkkaserne in München zum Leutnant befördert. 1961 wurde er Hörsaalleiter an der Sportschule der Bundeswehr, damals in Sonthofen, 1963 Kompaniechef der Schwimmbrückenlehrkompanie 201 in der Pionierkaserne auf der Schanz in Ingolstadt, 1966 Hörsaalleiter an der Pionierschule in der Prinz-Eugen-Kaserne in München und 1968 Hilfsdezernent im Truppenamt in der Konrad-Adenauer-Kaserne in Köln.

### Dienst als Stabsoffizier
Von 1969 bis 1971 absolvierte Wittenberg im 12. Generalstabslehrgang Heer an der Führungsakademie der Bundeswehr in Hamburg die Ausbildung zum Offizier im Generalstabsdienst. Anschließend wurde er G4 (Logistik) im Stab der Panzergrenadierbrigade 19 in der Westfalen-Kaserne in Ahlen und 1972 G3 (Ausbildung, Einsatz, Übung) dieser Brigade. 1974 übernahm er als Bataillonskommandeur die Führung des Pionierbataillons 5 in der Deines-Bruchmüller-Kaserne in Lahnstein. 1977 nahm er an einem Lehrgang am Armed Forces Staff College in Norfolk, Virginia, Vereinigte Staaten teil und wurde im selben Jahr Dezernent für Truppenführung und 1980 Lehrgangsleiter an der Führungsakademie der Bundeswehr. 1982 folgte eine Verwendung als Leiter der Heeresverbindungsorganisation in den Vereinigten Staaten und des Heereshauptverbindungsstabes 1 beim Hauptquartier United States Army Training and Doctrine Command in Norfolk, Virginia.

### Dienst als General
Zurück in Deutschland übernahm Wittenberg 1985 das Kommando über die Panzerbrigade 12 in der Leopold-Kaserne in Amberg. 1990 führte er die in die Bundeswehr übernommenen Restteile der 7. Panzerdivision der Nationalen Volksarmee der Deutschen Demokratischen Republik in Dresden, aus denen die Heimatschutzbrigade 37, heute Panzergrenadierbrigade 37, gebildet wurde, deren erster Kommandeur Wittenberg wurde. Ab dem 1. Oktober 1991 wurde er Abteilungsleiter X und General der Pioniere sowie der ABC-Abwehrtruppe im Heeresamt in Köln. 1995 wurde er General der Kampfunterstützungstruppe im Heeresamt. Wittenbergs aktive Dienstzeit endete im März 1999. Zuletzt war er Kommandeur Heeresschulen und stellvertretender Amtschef des Heeresamts.

## Privates
Nach der Versetzung in den Ruhestand promovierte Wittenberg zum Thema Die deutschen Gesang- und Gebetbücher für Soldaten und ihre Lieder. Die Dissertation wurde 2009 veröffentlicht.

## Werke
- Die deutschen Gesang- und Gebetbücher für Soldaten und ihre Lieder. Francke, Tübingen 2009, ISBN 978-3-7720-8326-6 (zugleich Dissertation).